# تئو پایونیر
تئو پایونیر (انگلیسی: Théo Pionnier؛ زادهٔ ۲۱ ژانویهٔ ۲۰۰۲) بازیکن فوتبال است.